# Мельник Ігор Васильович (військовослужбовець)
Ігор Васильович Мельник (14 березня 1975, м. Тернопіль — 29 травня 2022, Запорізька область, Україна) — український військовослужбовець, солдат, старший розвідник Збройних сил України, учасник російсько-української війни. Кавалер ордена «За мужність» III ступеня (2022, посмертно). Почесний громадянин міста Тернополя (2022, посмертно).

## Життєпис
Ігор Мельник народився 14 березня 1975 року у місті Тернополі.
Працював підприємцем. З початком російського вторгнення в Україну 2022 року пішов добровольцем служити у Збройні сили України. Служив в 45 ОАБр, в/ч А2943.
Загинув 29 травня 2022 року під Запоріжжям.
Похований 3 червня 2022 року на Алеї Героїв на Микулинецькому кладовищі м. Тернополя.

## Нагороди
- орден «За мужність» III ступеня (1 липня 2022, посмертно) — за особисту мужність і самовіддані дії, виявлені у захисті державного суверенітету та територіальної цілісності України, вірність військовій присязі[1];
- почесний громадянин міста Тернополя (22 серпня 2022, посмертно)[2][3].

## Вшанування пам'яті
28 серпня 2022 року на фасаді будинку по вул. Вербицького, 12 у Тернополі відкрили пам'ятну дошку Ігорю Мельникові.

## Військові звання
- солдат.